# Moneda (canción)
«Moneda» es una canción del artista estadounidense Prince Royce en colaboración con el cantante mexicano Gerardo Ortíz. Se estrenó como el tercer sencillo de su quinto álbum de estudio Five el 7 de octubre de 2016 por Sony Music Latin.

## Antecedentes y promoción
Se estrenó como sencillo el 7 de octubre de 2016, para la promoción de su álbum de estudio debut Prince Royce (2010). La canción fue escrita por el propio cantante junto a Daniel Santacruz y Alejandro Jaén.
Royce y Gerardo Ortíz interpretaron la canción en la ceremonia de los Premios Lo Nuestro del 2017.

## Rendimiento comercial
En la lista de éxito de Estados Unidos «Moneda», alcanzó la posición número veintidós en la lista Hot Latin Songs, la primera posición en Tropical Airplay y la ubicación nueve en la lista Latin Pop Songs, de Billboard. 

## Video musical
El video musical se estrenó el 28 de octubre de 2016, fue dirigido al igual que sus anteriores sencillos por Jessy Terreno. Se filmó en Los Ángeles, Estados Unidos y contó con las participaciones de Jacob Vargas y Mirtha Michelle.

## Posicionamiento en listas
| Listas (2016-2017)                | Mejor posición |
| --------------------------------- | -------------- |
| Estados Unidos (Hot Latin Songs)  | 22             |
| Estados Unidos (Latin Pop Songs)  | 9              |
| Estados Unidos (Tropical Airplay) | 1              |

## Historial de lanzamiento
| País   | Fecha                | Formato          | Discográfica     | Ref   |
| ------ | -------------------- | ---------------- | ---------------- | ----- |
| Varios | 7 de octubre de 2016 | Descarga digital | Sony Music Latin | [ 2 ] |